# Oneiliana multifera
Oneiliana multifera là một loài bướm đêm trong họ Geometridae.